# Eleição municipal de Petrolina em 2008
A eleição municipal de Petrolina ocorreu em 5 de outubro de 2008 para eleger um prefeito, um vice-prefeito e 14 vereadores para a administração da cidade. 
A cidade não cumpria o requisito mínimo de 200 mil eleitores para realização de segundo turno. O candidato Júlio Lóssio e seu vice Domingos Savio assumiram os cargos  no dia 1 de janeiro de 2009 e seus mandatos possuem previsão de término em 31 de dezembro de 2012.
O então prefeito Odacy Amorim que havia assumido com renuncia Fernando Bezerra Coelho, sendo assim poderia buscar um reeleição mas mesmo bem avaliado optou por não concorrer.
É a primeira eleição sem nenhum membro da família Coelho concorrendo a prefeitura e Júlio Lóssio tornou-se único prefeito eleito sem ser membro da família durante a Nova República.

## Contextos político
Houve um disputa interna no PSB entre o então prefeito Oracy Amorim  e o deputado federal Gonzaga Patriota, Odacy gostaria de concorre a reeleição e contava com o apoio de Fernando Bezerra Coelho. Foi realizada um previa sendo escolhido Gonzaga como candidato do PSB a prefeito de Petrolina, o prefeito aceitou a derrota  e apoio durante o processo eleitoral. A escolha do diretório municipal se mostrou um grande erro, já que a gestão de Odacy Amorim era bem avaliada e contaria com o apoio da maquina e a visibilidade do cargo. 
O grupo político de Osvaldo Coelho articulou a candidatura do presidente do diretório municipal do PMDB em Petrolina e medico oftalmologista Dr. Júlio Lóssio, apostou no carisma do candidato, no desgaste da disputa interna no PSB e no seu apoio Osvaldo lançava um forte candidato que logo sairia vitorioso do pleito municipal.

## Candidatos aPrefeitode Petrolina
|  | N  | Candidato(a) a prefeito | Candidato(a) a prefeito  | Candidato(a) a prefeito | Candidato(a) a vice-prefeito        | Candidato(a) a vice-prefeito | Coligação |
|  | -- | ----------------------- | ------------------------ | ----------------------- | ----------------------------------- | ---------------------------- | --- |
|  | 15 |                         | Júlio Lóssio "Dr. Júlio" | PMDB                    | Domingos Sávio "Domingos do SEBRAE" | PSDB                         | Um novo rumo para Petrolina - PMDB - PSDB - DEM |
|  | 40 |                         | Gonzaga Patriota         | PSB                     | Paulo Afonso de Souza               | PTB                          | Frente Popular de Petrolina - PSB - PTB - PT - PP - PR - PDT - PCdoB - PPS - PRB - PSC - PV - PTN - PHS - PTdoB - PSL - PSDC - PRTB - PMN - PTC - PRP |
|  | 50 |                         | Rosalvo Antonio          | PSOL                    | Ivan Rodrigues de Morais            | PSOL                         | Sem coligação |

## Resultados da eleição

### Prefeitos
| Candidato                | Candidato Vice           | 1º Turno 5 de outubro de 2008 | 1º Turno 5 de outubro de 2008 |
| Candidato                | Candidato Vice           | Votação                       | Votação                       |
| Candidato                | Candidato Vice           | Total                         | Porcentagem                   |
| ------------------------ | ------------------------ | ----------------------------- | ----------------------------- |
| Júlio Lóssio             | Domingos Savio           | 73.252                        | 59.5%                         |
| Gonzaga Patriota         | Paulo Afonso de Souza    | 46.752                        | 38%                           |
| Rosalvo Antonio da Silva | Ivan Rodrigues de Morais | 3.024                         | 2.5%                          |
| Total de votos válidos   | Total de votos válidos   | 123.028                       | 100%                          |
| Votos apurados           |                          |                               |                               |
| Votos Válidos            | Votos Válidos            | 123.028                       | 93.2%                         |
| Votos Brancos            | Votos Brancos            | 1.824                         | 1.4%                          |
| Votos Nulos              | Votos Nulos              | 7.093                         | 5.4%                          |
| Total votos Apurados     | Total votos Apurados     | 131.945                       | 100%                          |
| Eleitores                |                          |                               |                               |
| Comparecimento           | Comparecimento           | 131.945                       | 85.7%                         |
| Abstenções               | Abstenções               | 22.004                        | 14.3%                         |
| Total de eleitores       | Total de eleitores       | 153.949                       | 100%                          |
| Eleito(a)                |                          |                               |                               |

| Partido | Partido | Candidato        | Votos   | Votos (%) |
| ------- | ------- | ---------------- | ------- | --------- |
|         | PMDB    | Júlio Lóssio     | 73 252  | 59,54%    |
|         | PSB     | Gonzaga Patriota | 46 752  | 38%       |
|         | PSOL    | Rosalvo          | 3 024   | 2,46%     |
| Totais  | Totais  | Totais           | 123 028 |           |

### Vereadores eleitos
|    | Candidaros                                        | Partido | Votos |
| -- | ------------------------------------------------- | ------- | ----- |
| 1  | Maria Elena de Alencar                            | PSB     | 3.743 |
| 2  | Jusaria Azevedo de Carvalho Souza                 | PSB     | 3.479 |
| 3  | Márcia Maria Reis Cavalcante Santana              | PMN     | 3.289 |
| 4  | Persio Antunes da Silva                           | PMDB    | 3.113 |
| 5  | Osorio Ferreira Siqueira                          | PSL     | 2.959 |
| 6  | Dede da Simpatia (Jose Crispiniano Coelho)        | PSDB    | 2.841 |
| 7  | Osinaldo Valdemar de Souza                        | PSB     | 2.758 |
| 8  | Ibamar Fernandes Lima                             | PRTB    | 2.701 |
| 9  | Alvorlande Henrique da Cruz                       | PTC     | 2.455 |
| 10 | Enfermeiro Major (Raimundo Nonato de Souza Lopes) | PTC     | 2.352 |
| 11 | Anatélia Porto                                    | PSL     | 2.163 |
| 12 | Cristina Costa                                    | PT      | 2.238 |
| 13 | Raimunda Sol Posto                                | DEM     | 2.411 |
| 14 | Zenildo do Alto do Cocar                          | PSB     | 2.582 |